# Rio Apa Lină
O Rio Apa Lină é um rio da Romênia afluente do rio Apa Mare, localizado nos distritos de Covasna e Harghita.